# Saint-Martin-sur-Armançon
Saint-Martin-sur-Armançon is een gemeente in het Franse departement Yonne (regio Bourgogne-Franche-Comté) en telt 166 inwoners (1999). De plaats maakt deel uit van het arrondissement Avallon.

## Geografie
De oppervlakte van Saint-Martin-sur-Armançon bedraagt 14,1 km², de bevolkingsdichtheid is 11,8 inwoners per km².
De onderstaande kaart toont de ligging van Saint-Martin-sur-Armançon met de belangrijkste infrastructuur en aangrenzende gemeenten.

## Demografie
Onderstaande figuur toont het verloop van het inwonertal (bron: INSEE-tellingen).